# 아이다호 스틸헤즈
| 아이다호 스틸헤즈 |                                                   |
| 콘퍼런스          | 서부 콘퍼런스                                     |
| 디비전            | 마운틴 디비전                                     |
| 설립연도          | 1997년 2003년(ECHL 가입)                          |
| 해체연도          |                                                   |
| 역사              | 아이다호 스틸헤즈 (1997년~현재)                   |
| 경기장            | 센추리링크 아레나                                 |
| 연고지            | 아이다호주 보이시                                 |
| 상징색            | 파랑, 검정, 하양, 은                              |
| 구단주            | 아이다호 스포츠 프로퍼티스 LLC                    |
| 단장              | -                                                 |
| 감독              | 닐 그래엄                                         |
| NHL 제휴          | 댈러스 스타스                                     |
| AHL 제휴          | 텍사스 스타스                                     |
| 정규시즌 우승     | 2 (2003, 2009)                                    |
| 콘퍼런스 우승     | WCHL : 2 (2001, 2002) ECHL : 3 (2004, 2007, 2010) |
| 디비전 우승       | WCHL : 2 (2001, 2002) ECHL : 3 (2003, 2010, 2015) |
| 켈리 컵           | 2 (2004, 2007)                                    |
| 영구 결번         | 4, 16, 22                                         |

아이다호 스틸헤즈(Idaho Steelheads)는 미국 아이다호주 보이시를 연고지로 하는 ECHL의 서부 콘퍼런스 마운틴 디비전 소속 아이스 하키팀이다.

## 역대 홈경기장
| 경기장            | 사용기간    | 수용인원 | 장소              | 비고 |
| ----------------- | ----------- | -------- | ----------------- | ---- |
| 아이다호 스틸헤즈 |             |          |                   |      |
| 센추리링크 아레나 | 1997년~현재 | 5,002명  | 아이다호주 보이시 | 빈칸 |